# Josep Subirà i Puig (escultor)
Josep Subirà i Puig, en la seva forma francesa naturalitzada, José Subirà-Puig; Barcelona, 28 d'agost de 1925 - Nogent-sur-Marne, 11 de desembre de 2015) va ser un escultor espanyol resident a França.
Josep Subirà i Puig va néixer el 28 d'agost de 1925 en Barcelona, Espanya. Després d'estudiar en l'Escola de Belles Arts de Barcelona, va completar la seva formació assistint al taller d'Apel·les Fenosa, de Monjon i Collet. L'any 1951, amb 26 anys, va presentar la seva primera exposició individual a Barcelona. Des de 1955 va viure i va treballar prop de París.
Des de 1962 l'escultor utilitzava dolguis de barrils vells i fustes tornejades, unides amb cargols entre si, per crear grans estructures, macles que reprodueixen formes recognoscibles. En el curs de l'any 1967 va presentar la seva primera exposició a París, on es van poder veure des de llavors assíduament les seves obres, sobretot en la galeria d'Ariel. El 1971 es va incorporar al Comitè Directiu del Saló d'escultura jove.
El 1985 va ser guardonat per la Fundació Elf Aquitaine i a l'any següent, va obtenir el gran premi d'escultura de Cotlliure. Josep Subirà i Puig va produir un gran nombre d'escultures a França (Facultat de Medicina de Bordeus, Tribunal d'Apel·lació de Reims; va realitzar també un gran penell escultura monumental a Guyancourt el 1988, amb armadura de fusta coberta d'acer, símbol d'una gran papallona les ales de la qual giren en el vent.
Podem trobar obres seves a la col·lecció del Museu Abelló a Mollet del Vallès, entre altres museus de Catalunya.